# Mixco
Mixco est une ville dans le département du Guatemala. Il y a 384 428 habitants, c'est la deuxième plus grande ville du Guatemala.

## Éducation
La ville abrite l'université de San Carlos.

## Lieux de culte
- Fraternidad Cristiana de Guatemala